# (13027) Geeraerts
(13027) Geeraerts ist ein Asteroid des Hauptgürtels, der am 3. April 1989 vom belgischen Astronomen Eric Walter Elst am La-Silla-Observatorium (IAU-Code 809) der Europäischen Südsternwarte in Chile entdeckt wurde.
Der Asteroid wurde am 6. März 2004 nach dem belgischen Autor Jef Geeraerts (1930–2015) benannt, der wegen seiner gesellschaftskritischen Kriminalromane große Anerkennung findet.